# Yukio Aoshima
Pour les articles homonymes, voir Aoshima.
Yukio Aoshima (青島幸男, Aoshima Yukio), né le 17 juillet 1932 dans l'ancien arrondissement spécial de Nihonbashi (qui fait partie depuis 1947 de celui de Chūō) à Tokyo et mort le 20 décembre 2006 dans l'arrondissement de Kōtō (Tokyo), est un homme politique, romancier, réalisateur et acteur de télévision japonais.
Aoshima est gouverneur de Tokyo du 23 avril 1995 au 22 avril 1999. Il a également été élu à la Chambre des conseillers, la chambre haute de la Diète du Japon, du 8 juillet 1968 au 23 mars 1995.
Il est fondateur du Club Dainiin (en), un petit parti politique centriste uniquement présent à la Chambre des conseillers (son nom signifie d'ailleurs littéralement le « Club de la seconde chambre », désignant ici la chambre haute). Il préside ce mouvement entre 1983 et 1995, puis entre 2001 et 2006.

## Origines et formation
Yukio Aoshima est le fils d'un petit entrepreneur, gérant d'un traiteur. Il est diplômé d'un baccalauréat en commerce (商学士, Shō-gakushi) de la faculté de commerce de l'université Waseda en mars 1955. Il intègre ensuite l'École supérieure de commerce de la même université, mais abandonne bientôt ses études, dès juin 1956, pour se consacrer à l'écriture.

## Écrivain, réalisateur et acteur
En 1966, il scénarise, produit et réalise le film Kane (鐘), soit littéralement « La Cloche », dans lequel il tient également le rôle principal. Ce film est en compétition au Festival de Cannes de cette même année.
Sur le plan de l'écriture, il a reçu le Prix Naoki de la première moitié de l'année 1981 pour son livre Ningen banji saio ga hinoe uma (人間万事塞翁が丙午), qui reste son œuvre majeure.

## Carrière politique

### À la Chambre des conseillers (1968-1995)
Il est élu pour la première fois à la Chambre des conseillers lors des élections du 13 juin 1968. Candidat indépendant, il se présente au vote unique non transférable dans la circonscription nationale, correspondant à tout le Japon. Fort de sa notoriété d'écrivain, de réalisateur et d'acteur à la télévision, il obtient le deuxième meilleur score. Il réunit ainsi 1 203 431,418 voix et 2,65 % des suffrages exprimés, venant juste derrière un autre écrivain de la même génération, Shintarō Ishihara, qui lui est soutenu par le grand parti de la droite conservatrice au pouvoir depuis sa création en 1955, le Parti libéral-démocrate.
Il est réélu à quatre reprises dans la circonscription nationale par la suite, dont deux au vote unique non transférable : le 7 juillet 1974 (il arrive cette fois 3e avec 1 833 618,051 votes soit 3,32 % des voix), le 22 juin 1980 (de nouveau deuxième, 2 247 157 suffrages et 3,73 %). Une réforme électorale en 1980 fait passer le mode de scrutin dans la circonscription nationale du vote unique non transférable à la proportionnelle de liste, empêchant donc les candidatures solitaires. Yukio Aoshima forme alors en 1983 un parti politique modéré, le Club Dainiin (en) (第二院クラブ, Dainiin Kurabu), avec d'autres tarento dont notamment un de ses amis romanciers, Akiyuki Nosaka. Ce dernier est élu à la Chambre des conseillers en 1983 (avant de démissionner dès le 3 décembre suivant pour être remplacé par son suivant de liste, le comique de manzai et seiyū Yutaka Shimomura, mieux connu sous son pseudonyme de Colombia Top). Aoshima est lui-même le seul élu de cette liste aux élections du 6 juillet 1986 (la formation obtient 1 455 532 voix et 2,54 % des suffrages). Il démissionne toutefois en 1989, pour protester contre le vote de la loi instituant une taxe sur la consommation, et se représente au scrutin du 23 juillet de cette année (qu'il n'aurait pas dû contester, car touchant la moitié des membres de la Chambre élus en 1983) en deuxième position sur la liste du Club Dainiin (en) portée par le sortant Colombia Top. Celle-ci n'obtenant qu'un seul siège avec 1 250 022 voix et 0,22 % des suffrages, Aoshima n'est pas élu. Il fait toutefois son retour dès le scrutin suivant du 26 juillet 1992, en menant cette fois-ci à nouveau la liste qui obtient 1 321 639 votes et 2,94 % des voix.
À la Diète, il appelle régulièrement les hommes politiques à plus de transparence et critique fortement le jeu des partis. Il est opposé au PLD et plutôt proche des mouvements de gauche. Avec 132 autres parlementaires issus de ces derniers, dont la présidente du Parti socialiste japonais (PSJ) de l'époque, Takako Doi, il signe en 1989 une pétition destinée au nouveau président démocratiquement élu de la Corée du Sud Roh Tae-woo demandant la libération immédiate de plusieurs prisonniers politiques condamnés à mort par le précédent régime militaire de Chun Doo-hwan. Cette pétition leur sera a posteriori reprochée après la reconnaissance et l'expression d'excuses officielles le 17 septembre 2002 par le dirigeant nord-coréen Kim Jong-il pour l'enlèvement par son pays de 13 citoyens japonais entre 1977 et 1983. En effet, parmi les espions de Pyongyang ayant participé à ces enlèvements, figurait Sin Gwang-su, l'un des condamnés dont la pétition demandait la relaxe.

### Gouverneur de Tokyo (1995-1999)
Le 15 mars 1995, il annonce quitter son siège à la Chambre des conseillers (ce qui est effectif huit jours plus tard) pour se présenter à l'élection du gouverneur de Tokyo devant se tenir seulement à peine plus de trois semaines plus tard, le 9 avril. Jusqu'alors, un seul candidat s'imposait comme sûr de l'emporter : Nobuo Ishihara, un haut fonctionnaire (il était le secrétaire général adjoint du Cabinet chargé de l'administration depuis 1987) ayant l'investiture de la plupart des grands partis nationaux (le PLD, le Kōmei, le PSJ, la Ligue libérale et le Nouveau parti pionnier) et de la principale confédération syndicale du pays, le Rengō. Les sondages montraient, avant l'entrée en jeu d'Aoshima, que les électeurs risquaient de s'abstenir en masse, dans un contexte de crise de confiance à l'égard de la classe politique depuis les scandales politico-financiers des années 1970 et 1980, la mauvaise situation économique née de l'éclatement de la bulle spéculative japonaise de 1989 qui a ouvert la voix à la « décennie perdue » et les alliances politiques instables qui se sont succédé depuis 1993. Aoshima fait une campagne atypique : contrairement aux stratégies traditionnelles des hommes politiques consistant à multiplier les discours dans les rues ou en face des gares, Aoshima ne réalise aucune allocution en public. Il se sert avant de sa notoriété de tarento et d'homme politique de carrière, et est également le premier à mener réellement une « Campagne par les médias » (政見放送, Seiken Hōsō), par le biais de la télévision ou de la radio. Grâce à cela, il n'a dépensé qu'environ 800 $.
De plus, avec un ton parfois populiste, il choisit d'axer l'ensemble de son programme sur un seul cas concret : le projet lancé au début des années 1990 par le gouverneur sortant (qui ne se représentait pas) de développer sur l'île d'Odaiba un grand centre urbain secondaire baptisé Tokyo Teleport Town (un quartier futuriste avec de nouvelles réalisations résidentielles et commerciales pour accueillir 100 000 personnes) et d'y organiser une « exposition urbaine internationale » pour son inauguration prévue en 1996. Aoshima estime le projet trop coûteux pour peu de résultats à un an de l'échéance (1 billion de yens ont alors déjà été engagés mais la Teleport Town reste encore sous-peuplée, avec de nombreux lots vides). Il résume sa pensée lors de son annonce de candidature le 15 mars : « Les fonds mis de côté pour le développement d'un centre urbain secondaire, en cours dans une zone de réhabilitation, devrait plutôt être utilisé pour la prévention des catastrophes. J'annulerai l'exposition urbaine internationale ».
Il est élu le 9 avril 1994, avec 1 700 993 voix et 36,6 %, soit 465 495 votes et 10,01 points de plus que Nobuo Ishihara qui arrive en deuxième place. Dès son entrée en fonction le 23 avril suivant, il doit faire face à une forte opposition du PLD, qui détient la majorité à l'Assemblée métropolitaine, qui le menace d'une motion de censure voire de voter contre tous les textes qu'il leur présentera s'il ne renonce pas à sa promesse de mettre fin au projet de Teleport Town et d'exposition mondiale. Les libéraux-démocrates et ses autres détracteurs l'accusent également de ne pas faire la différence entre Teleport Town et l'Exposition, et l'accusent de méconnaître les autres dossiers politiques en cours dans la préfecture. Ils le font ainsi admettre, lors d'une réunion interne à l'Assemblée métropolitaine, qu'il ignorait le nom d'un autre plan de promotion urbaine en cours : le Forum international de Tokyo, palais des congrès devant « servir de symbole d'une nouvelle ère pour la cité internationale de Tokyo » et devant ouvrir en janvier 1997 à Marunouchi, un autre centre urbain secondaire de la ville. De même, il reconnaît n'avoir jamais entendu l'expression « Bonjour Travail », surnom donné par les hauts-fonctionnaires au bureau du chômage de la préfecture. Quoi qu'il en soit, le 31 mai 1994, Yukio Aoshima prend sa décision finale et annule l'exposition urbaine internationale, tout en ne faisant qu'infléchir sans véritablement l'interrompre le développement de la Teleport Town. Cela l'a rendu très populaire auprès du grand public, mais a compliqué ses relations avec l'Assemblée métropolitaine,.
Il s'est également attaqué au problème du nombre grandissant de sans-abris, avec une action parfois controversée, notamment concernant la « Cité de carton de la gare de Shinjuku » (ensemble de refuges faits avec des matériaux de récupération, et tout particulièrement du carton, et peuplé par plus de 200 sans-abris dans un passage souterrain à l'ouest de la gare, en plein cœur de l'un des principaux quartiers d'affaires de Tokyo). En août 1995, le gouvernement métropolitain publie pour la première fois un rapport sur la situation des personnes sans domicile fixe dans la préfecture, et planifie l'extension des capacités des centres de réhabilitation pour les hommes sans-abris de 470 à 510 entre 1995 et 1996. Toutefois, les associations font valoir le caractère insuffisant de cette proposition, quand le nombre de places dans les refuges hivernaux de courts séjours n'est alors que de 388, soit moins d'un tiers de la population totale des sans-abris. Mais surtout, Yukio Aoshima et le gouvernement métropolitain sont accusés par plusieurs analystes, dont Elicia Brown du Japan Times ou le politologue Stephen J. Anderson, de chercher avant tout à fermer la « Cité de carton » pour construire dans le passage un tapis roulant reliant la gare de Shinjuku au siège du gouvernement métropolitain. Aoshima reconnaît en effet que, si les sans-abris ne font rien d'illégal, leur présence indispose les passants (particulièrement nombreux, la gare de Shinjuku étant la plus fréquentée au monde en étant le nœud central des mouvements pendulaires de la mégapole tokyoïte). Il relaie de plus la crainte des commerçants du quartier de voir une baisse de fréquentation des magasins. Dès juillet 1995, la pression d'eau est réduite aux robinets du parc central de Shinjuku, où la plupart des sans-abris de la « Cité de carton » viennent faire leurs toilettes, lessives et cuisines. Et, le 24 janvier 1996, près de 400 policiers du département de la Police métropolitaine et 400 gardes de sécurité expulsent par la force les quelque 200 membres de la « Cité de carton de la gare de Shinjuku ». Yukio Aoshima déclare à cette occasion : « Je suis très déçu qu'il ait été nécessaire d'avoir recours à la force. Mais nous voulons faire de notre mieux pour aider à réhabiliter ces gens.» Il ajoute également que les autorités espèrent pouvoir « parler aux sans-abris afin de mieux comprendre leur situation ». Les personnes sans domicile fixe ainsi délogées sont conduites pour l'essentiel dans un refuge temporaire, ouvert uniquement pour deux mois,. Par la suite, une « Cité de carton » se reconstitue rapidement dans les couloirs souterrains de la gare de Shinjuku, constituant toujours l'un des principaux « villages » de sans-abris à Tokyo (sa population est estimée à 500 personnes sur 5 000 personnes sans domicile fixe supposées à la fin de l'année 1996).
Mais il doit surtout faire face à une situation financière de plus en plus délicate dans un contexte de baisse des revenus de la fiscalité liée à la mauvaise conjoncture économique, celle de la crise économique asiatique de 1997. Le gouvernement métropolitain prévoit ainsi pour l'année 1998 un déficit public de 440 milliards de yens, et davantage pour 1999. Pour faire face à cette situation, l'administration Aoshima s'engage à partir de 1998 dans une politique de rigueur. Elle décide ainsi à la fin de l'année 1998 de geler rétroactivement les salaires des fonctionnaires métropolitains pour l'année fiscale 1998. De plus, l'objectif de 8 000 suppressions de postes entre 1996 et 2000 prévu par un plan est porté à 10 000 suppressions. Pour atteindre ce but, Aoshima compte notamment sur le transfert de nombreux emplois du Bureau du Bien-être social à la Fondation pour le projet du bien-être social du gouvernement métropolitain devant être créé en 1999 et sur la diminution du nombre d'enseignants recrutés afin de répondre à la baisse des effectifs d'étudiants. Quoi qu'il en soit, la mauvaise posture des comptes de la préfecture ainsi que d'autres facteurs (dont l'augmentation du nombre de sans-abris ainsi que la congestion des voies de circulation ou la pollution de l'air) le poussent à annoncer le 1er février 2009 qu'il ne briguera pas un second mandat à l'élection du gouverneur du 11 avril suivant,. À cinq jours du scrutin, il annonce soutenir pour lui succéder Kunio Hatoyama, petit-fils de l'ancien Premier ministre et père du PLD Ichirō Ozawa, ainsi que lui-même fondateur en 1996 avec son frère Yukio et Naoto Kan du Parti démocrate du Japon (PDJ), devenu depuis le principal mouvement d'opposition aux libéraux-démocrates. C'est finalement Shintarō Ishihara, lui aussi écrivain, soutenu par aucun grand parti et connu pour son franc-parler, qui est élu. Il succède à Aoshima le 22 avril 1999.

### Le retrait progressif
Yukio Aoshima n'abandonne pas pour autant la politique, et tente de redevenir membre de la Chambre des représentants. Il reprend en 2001 la présidence du Club Dainiin (en) qu'il avait laissée en 1995 à Columbia Top, et se présente sur la liste du parti dans la circonscription nationale (où le scrutin se fait toujours à la proportionnelle, mais le système des listes bloquées est remplacé par celui du vote préférentiel) aux élections du 29 juillet 2001. Ayant perdu l'essentiel de son électorat, l'ensemble des candidats de la liste du Club Dainiin (en) cumulent au total 669 872,559 voix et 1,22 % des suffrages exprimés, pas assez pour obtenir un siège. En son sein, Yukio Aoshima obtient le meilleur score tout en restant loin de ses résultats d'avant 1995, avec 284 745 votes.
Aoshima se présente une dernière fois aux élections du 11 juillet 2004, mais cette fois-ci plus dans la circonscription nationale mais au vote unique non transférable à Tokyo, où quatre sièges sont à pourvoir. Il n'emporte que 596 272 voix, 10,74 % des suffrages et la cinquième place.
Il décède le 20 décembre 2006, des suites d'un syndrome myélodysplasique et à l'âge de 74 ans. Il est décoré de la 4e classe de l'Ordre du Soleil levant.